# 科滕巴赫河

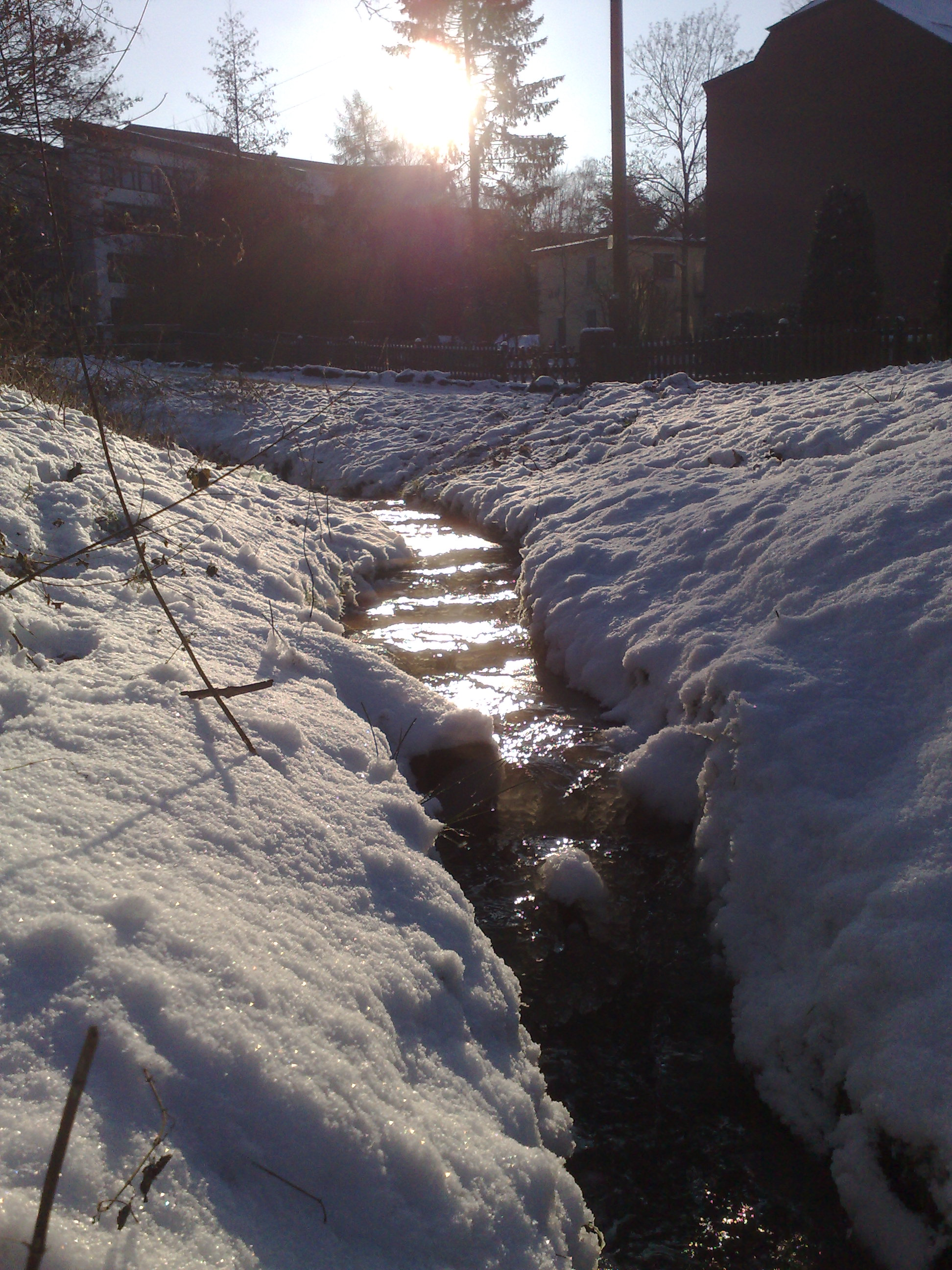
科滕巴赫河

51°15′55″N 7°10′42″E / 51.26528°N 7.17833°E
科滕巴赫河（德語：Kothener Bach），是德國的河流，位於該國西部，處於北萊茵-威斯特法倫州，屬於伍珀河的左支流，河道全長2.1公里，流域面積1.24平方公里。